# Кегумский край
Ке́гумский край (латыш. Ķeguma novads) — бывшая административно-территориальная единица в центральной части Латвии по обеим сторонам границы между историко-культурными областями Видземе и Земгале. Край состоял из трёх волостей и города Кегумс, который являлся центром края.
Площадь края составляла 490 км². Граничил с Вецумниекским, Балдонским, Кекавским, Икшкильским, Огрским, Яунелгавским и Лиелвардским краями.
Край был образован 1 июля 2009 года из части расформированного Огрского района.
В 2021 году в результате новой административно-территориальной реформы Кегумский край был упразднён.

## Население
На 1 января 2010 года население края составляло 6306 человек.
Национальный состав населения края по итогам переписи населения Латвии 2011 года:
| Национальность | Численность, чел. (2011) | %        |
| -------------- | ------------------------ | -------- |
| Латыши         | 4729                     | 82,46 %  |
| Русские        | 627                      | 10,93 %  |
| Белорусы       | 98                       | 1,71 %   |
| Украинцы       | 83                       | 1,45 %   |
| Поляки         | 68                       | 1,19 %   |
| Литовцы        | 42                       | 0,73 %   |
| Другие         | 88                       | 1,53 %   |
| всего          | 5735                     | 100,00 % |

## Территориальное деление
- город Кегумс (латыш. Ķeguma pilsēta)
- Бирзгальская волость (латыш. Birzgales pagasts)
- Рембатская волость (латыш. Rembates pagasts)
- Томская волость (латыш. Tomes pagasts)